# تاريخ الزراعة العضوية

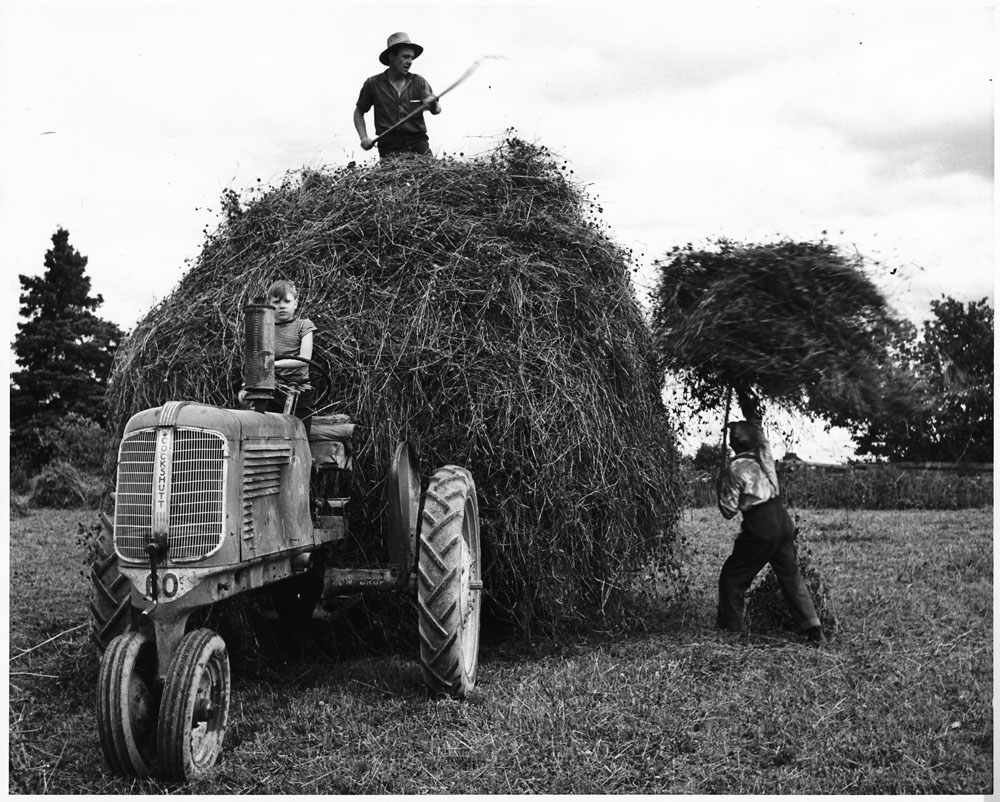
رجلان يقومان بتحميل التبن على رف يجره جرار.

تعتبر الزراعة التقليدية (بمختلف الأنواع عبر العصور والأماكن) أصل الزراعة، وتمت ممارستها لألاف من السنين. تعتبر الزراعة التقليدية حاليا زراعة عضوية بما أن طرق الزراعة لاعضوية غير معروفة في ذلك الوقت. على سبيل المثال، بستنة الغابات، نظام إنتاج غذاء عضوي بالكامل يعود إلى عصور ما قبل التاريخ، يعتقد بأنه أول نظام بيئي زراعي قديم ومرن. أدخلت الثورة الصناعية طرق الزراعة لاعضوية، بدأت حركة للغذاء العضوي في أربعينيات القرن الماضي نتيجة ازدياد الاعتماد على الأسمدة والمبيدات الاصطناعية.

## قبل الحرب العالمية الثانية
شهدت أول 40 سنة من القرن العشرين تطورات متزامنة في الكيمياء الحيوية والهندسة التي غيرت في الزراعة بشكل سريع وعميق. أدخل محرك الاحتراق الداخلي عصر استخدام الجرار وصنع مئات من الأدوات الألية. أدى بحث في تحسين النوع النباتي إلى التجارة بالبذار المهجنة. وأدت طريقة تصنيعية جديدة إلى ابتكار سماد آزوتي، صُنع أول سماد اصطناعي في منتصف القرن التاسع عشر بشكل سهل وغزير. غيرت هذه العوامل كمية الجهد المطلوبة، لم يوجد أي جرار في الولايات المتحدة حوالي عام 1910 لكن بحلول عام 1950 أصبح هناك 3,000,000، في عام 1900، يستطيع المزارع إطعام 2,5 شخص، حاليا ارتفع المعدل إلى 1 إلى أكثر من 100. كبرت الحقول وأصبح الحصاد أسهل من خلال الاستخدام الفعال للآلات. قللت الآلة الجهد اليدوي والعمل الحيواني، حيث صنعت الألة والأسمدة الاصطناعية عصر جديد للزراعة الآلية.
في ألمانيا، طور رودلف شتاينر الزراعة الحيوية وهي أول نظام شامل يشابه تقريبا مانسميه اليوم الزراعة العضوية. بدأت بسلسلة من المحاضرات قدمها شتاينر في مزرعة في كوبيرزيس (حاليا في بولندا) في عام 1924. أكد شتاينر على دور المزارع في توجيه وإحداث التوازن بين الحيوانات والنباتات والتربة، تعتمد صحة الحيوانات على صحة النباتات التي تأكلها، وتعتمد النباتات على صحة التربة، وتعتمد صحة التربة على الحيوانات التي تستفيد من سمادها. يعتمد هذا النظام على فلسفة الأنثروبوسوفيا عوضا عن المعرفة العلمية الجيدة. لتطوير نظامه، أسس شتاينر مجموعة بحث دولية باسم دائرة التجريب الزراعي للمزراعين الأنثروبوسوفيين ومجتمع العام للبستانيين الأنثروبوسوفيين.